# Professionisti per un massacro
Professionisti per un massacro è un film del 1967, diretto da Nando Cicero.

## Trama
Durante la guerra di secessione americana, tre condannati a morte avranno salva la vita se riusciranno a recuperare un carico d'oro confederato trafugato da un disertore sudista che si dirige in Messico.